# Atlanta Hawks 1976-1977
La stagione 1976-77 degli Atlanta Hawks fu la 28ª nella NBA per la franchigia.
Gli Atlanta Hawks arrivarono sesti nella Central Division della Eastern Conference con un record di 31-51, non qualificandosi per i play-off.

## Roster
| N° | Naz.                         | Ruolo | Sportivo        | Anno | Alt. | Peso |
| -- | ---------------------------- | ----- | --------------- | ---- | ---- | ---- |
| 10 | Stati Uniti (bandiera)       | AC    | Steve Hawes     | 1950 | 206  | 100  |
| 12 | Stati Uniti (bandiera)       | GA    | Claude Terry    | 1950 | 193  | 88   |
| 13 | Stati Uniti (bandiera)       | GA    | Ron Davis       | 1954 | 198  | 90   |
| 13 | Stati Uniti (bandiera)       | G     | Henry Dickerson | 1951 | 193  | 86   |
| 14 | Stati Uniti (bandiera)       | G     | Tom Henderson   | 1952 | 191  | 86   |
| 22 | Stati Uniti (bandiera)       | GA    | John Drew       | 1954 | 198  | 93   |
| 23 | Stati Uniti (bandiera)       | GA    | Lou Hudson      | 1944 | 196  | 95   |
| 24 | Stati Uniti (bandiera)       | G     | Armond Hill     | 1953 | 193  | 86   |
| 25 | Stati Uniti (bandiera)       | AC    | Joe Meriweather | 1953 | 208  | 98   |
| 32 | Stati Uniti (bandiera)       | AC    | Bill Willoughby | 1957 | 203  | 93   |
| 33 | Stati Uniti (bandiera)       | AC    | Truck Robinson  | 1951 | 201  | 102  |
| 34 | Stati Uniti (bandiera)       | C     | Randy Denton    | 1949 | 208  | 109  |
| 40 | Stati Uniti (bandiera)       | AC    | Mike Sojourner  | 1953 | 206  | 102  |
| 41 | Stati Uniti (bandiera)       | AC    | Tom Barker      | 1955 | 211  | 102  |
| 44 | Trinidad e Tobago (bandiera) | G     | Ken Charles     | 1951 | 191  | 82   |
| 50 | Stati Uniti (bandiera)       | C     | John Brown      | 1951 | 201  | 100  |

## Staff tecnico
- Allenatore: Hubie Brown
- Vice-allenatore: Frank Layden